# Pakxé
Pakxé (laot. ປາກເຊ, fr. Paksé) – miasto leżące w południowej części Laosu, w prowincji Champasak, której jest stolicą. Miasto zamieszkuje 100 tys. ludzi. Leży na zlewisku rzek Mekong i Xedone. Drugie co do wielkości miasto kraju.
Pakxé było stolicą Królestwa Champassack, aż do jego obalenia w 1946 roku i utworzenia Laosu. Od momentu zbudowania mostu łączącego miasto z tajską prowincją Ubon Ratchathani (przy pomocy Japończyków) miasto stało się centrum handlowym południowego Laosu.